# Fuzūlī
Fuzūlī (en persa: فضولی) fou el pseudònim del poeta àzeri Mehmet Sulaymān Fuzūlī, (en àrab:محمد بن سليمان; en àzeri: Məhəmməd Süleyman oğlu; en turc: Mehmet bin Süleyman) (c. 1483-1556). És considerat un dels més grans contribuents a la tradició del Dîvân (o Diwan) en la literatura turca. Fuzūlī, però, escrivia aquests reculls de poemes (dîvân) en tres llengües diferents: turc azéri, persa i àrab. Encara que aquestes obres turques fossin escrites en azéri, també s'han integrat dins les tradicions literàries Djagataï i otomana.
També tenia coneixements de la llengua txagatai, així com de matemàtiques i astronomia.
Fuzūlī era xiïta i d'educació refinada; s'inicià en la poesia amb el matnawī Beng-ü-Bāde (L'haixix i el vi), dedicat al sobirà safèvida Šah Ismā'īl quan ocupà Bagdad (1508). Quan Solimà el Magnífic conquerí l'Iraq (1534) compongué poesies en honor seu, que li valgueren la protecció del nou govern otomà. A més de la seva producció en turc, és autor d'una excel·lent col·lecció de poemes en àrab (Matla 'al-i'tiqād) i de nombroses obres en persa menys importants.

## Biografia
En general, es creu que Fuzûlî va néixer al voltant de 1480 a l'actual Iraq, quan la zona estava sota el domini turcomà d'Aq Qoyunlu; probablement va néixer a Karbala o Najaf. Era un àzeri descendent de la tribu turca Oghuz Bayat, que estaven dispersos per tot l'Orient Mitjà, Anatòlia i el Caucas en aquell moment. Tot i que els avantpassats de Fuzûlî havien estat d'origen nòmada, la família feia temps que s'havia establert a les ciutats.
Sembla que Fuzûlî va rebre una bona educació, primer amb el seu pare, que era un muftí a la ciutat de Hilla, i després amb un mestre anomenat Rahmetullah. Va ser durant aquest temps quan va aprendre les llengües persa i àrab a més del seu azerí natal. Fuzûlî va ser una promesa poètica a principis de la seva vida, component al voltant dels vint anys l'important masnavi titulat Beng ü Bâde (بنگ و باده; "Haixix i vi"), en el qual comparava el sultà otomà Baiazet II amb l'haixix i el xa safàvida Ismaïl I amb el vi, amb molt avantatge d'aquest últim.
Una de les poques coses que se sap de la vida de Fuzûlî durant aquest temps és com va arribar al seu pseudònim. A la introducció dels seus poemes perses recollits, diu: "En els primers dies, quan tot just començava a escriure poesia, cada pocs dies posava el meu cor en un pseudònim particular i després d'un temps el canviava per un altre perquè algú apareixia amb el mateix nom". Finalment, es va decidir per la paraula àrab fuzûlî —que literalment significa "impertinent, impropi, innecessari"— perquè "sabia que aquest títol no seria acceptable per ningú més". Tot i el significat pejoratiu del nom, però, conté un doble significat —el que s'anomena tevriyye (توريه) en la poesia del divan otomà—, com explica el mateix Fuzûlî: "Jo era posseïdor de totes les arts i ciències i vaig trobar un pseudònim que també implica això. Al diccionari, fuzûl (ﻓﻀﻮل) es dona com a plural de fazl (ﻓﻀﻞ; 'aprenentatge') i té el mateix ritme que 'ulûm (ﻋﻠﻮم; 'ciències') i fünûn (ﻓﻀﻮ);
El 1534, el sultà otomà Solimà I el Magnífic va conquerir la regió de Bagdad, on vivia Fuzûlî, de l'Imperi safàvida. Fuzûlî va tenir aleshores l'oportunitat de convertir-se en poeta de la cort sota el sistema de mecenatge otomà, i va compondre una sèrie de cassida, o poemes panegírics, en lloança del sultà i dels membres del seu seguici, i com a resultat, se li va concedir un estipendi. No obstant això, a causa de les complexitats de la burocràcia otomana, aquest salari mai es va materialitzar. En una de les seves obres més conegudes, la carta Şikâyetnâme (شکايت نامه; "Queixa"), Fuzûlî es va pronunciar en contra d'aquesta burocràcia i la corrupció que l'acompanya:
سلام وردم رشوت دگلدر ديو آلمادىلر
Selâm verdim rüşvet değildir deyü almadılar.
Vaig saludar, però no la van rebre perquè no era un suborn.
Encara que la seva poesia va florir durant el seu temps entre els otomans, la pèrdua del seu estipendi va significar que, materialment parlant, Fuzûlî mai es va assegurar. De fet, la major part de la seva vida la va passar assistint a la tomba d'Alî a la ciutat d'an-Najaf, al sud de Bagdad. Va morir durant un brot de pesta el 1556, a Karbalā', sigui de la mateixa pesta o de còlera.

## Obres

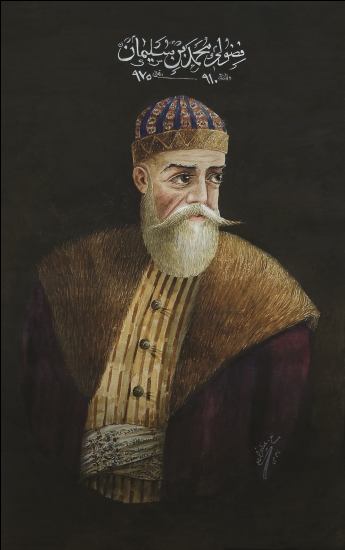
Retrat de Fuzuli d’Azim Azimzade (1914). Museu Nacional d'Art de l'Azerbaidjan (Bakú)

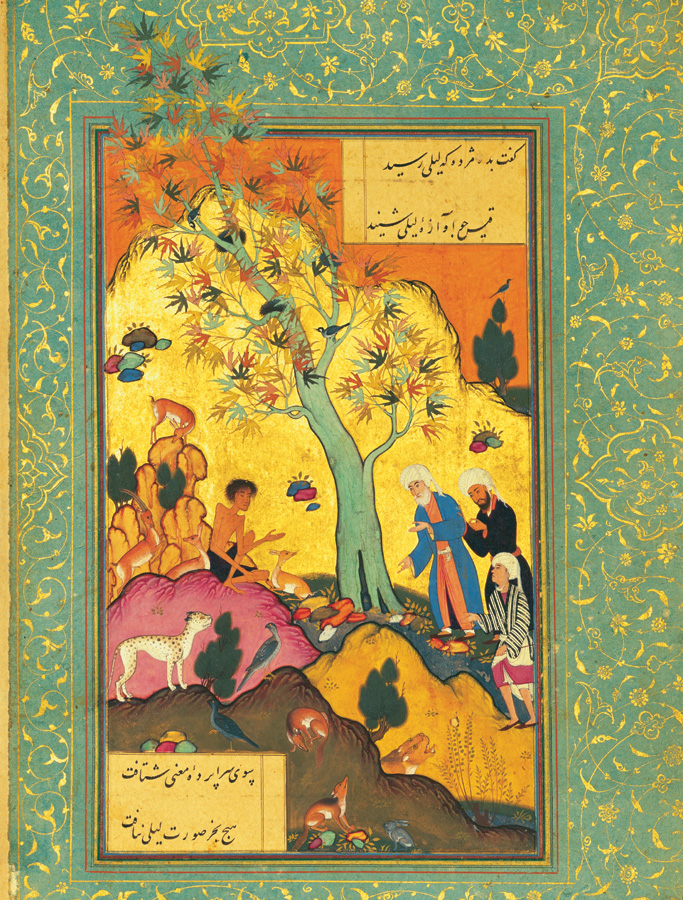
Layla i Majnun

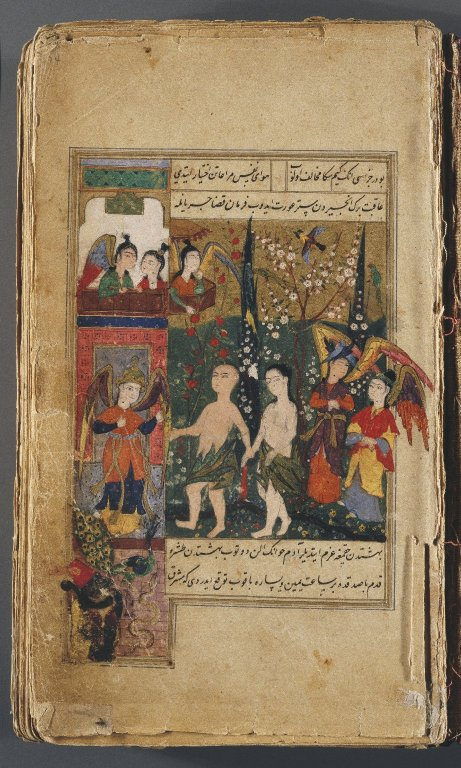
Manuscrit de lHadiqat al-Su`ada (Jardí dels Beneïts) de Fuzuli, 1602-3 CE Museu de Brooklyn.

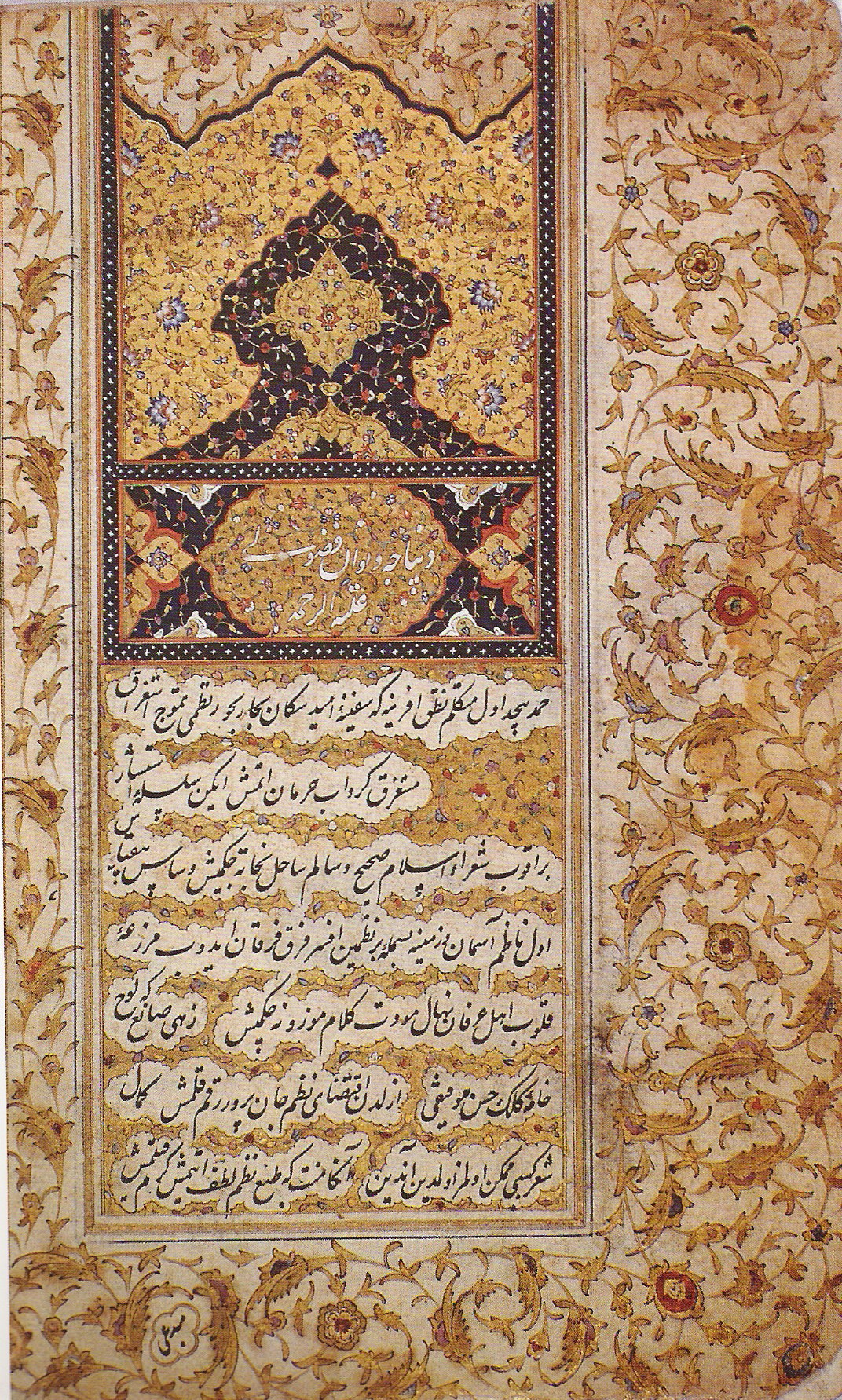
Una pàgina dels poemes recollits de Fuzûlî

Fuzûlî sempre ha estat conegut, abans que res, com un poeta de l'amor. De fet, era una caracterització amb la qual sembla estar d'acord:
Menden Fuzûlî isteme eş'âr-ı medh ü zem
Men âşıkam hemîşe sözüm âşıkânedür
No demaneu a Fuzûlî poemes de lloança o reprovació
Soc un amant i només parlo d'amor
La noció d'amor de Fuzûlî, però, té més en comú amb la idea sufí de l'amor com a projecció de l'essència de Déu —tot i que el mateix Fuzûlî sembla que no pertanyia a cap orde sufí en particular— que no pas amb la idea occidental de l'amor romàntic. Això es pot veure en les següents línies d'un altre poema:
'Âşık imiş her ne var 'âlem
'İlm bir kîl ü kâl imiş ancak
Tot el que hi ha al món és amor
I el coneixement no és més que xafarderies
La primera d'aquestes línies, especialment, es relaciona amb la idea de wahdat al-wujūd (وحدة الوجود), o "unitat de l'ésser", que va ser formulada per primera vegada per Ibn al-Arabí i que afirma que res a part de les diverses manifestacions de Déu existeix. Aquí, Fuzûlî utilitza la paraula "amor" (عشق  'aşk) en lloc de Déu a la fórmula, però l'efecte és el mateix.
El tractament més estès de Fuzûlî d'aquesta idea d'amor es troba al llarg poema Dâstân-ı Leylî vü Mecnun (داستان ليلى و مجنون), un mesnevî que pren com a tema la història d'amor àrab clàssica de Layla i Majnun. En la seva versió de la història, Fuzûlî se centra en el dolor de la separació de l'amant boig Majnun de la seva estimada Layla, i arriba a veure aquest dolor com l'essència de l'amor.
El valor últim del sofriment de l'amor, en l'obra de Fuzûlî, rau en el fet que ajuda a acostar-se a "el Real" (al-Haqq الحق), que és un dels Noranta-nou noms de Déu de la tradició islàmica.

### Obres enàzeri
- Dîvân ("Poemes col·leccionats")[25]

- Beng ü Bâde (بنگ و باده; "Haixix i vi")

- Hadîkat üs-Süedâ (حديقت السعداء; "Jardí dels plaers")

- Dâstân-ı Leylî vü Mecnûn (داستان ليلى و مجنون; "L'èpica de Layla i Majnun")

- Risâle-i Muammeyât (رسال ﻤﻌﻤيات; "Tractat d'endevinalles")

- Şikâyetnâme (شکايت نامه; "Queixa")

### Obres enpersa
- Dîvân ("Poemes col·leccionats")

- Anîs ol-qalb (انیس القلب; "Amic del cor")

- Haft Jâm (هفت جام; "Set copes")

- Rend va Zâhed (رند و زاهد; "hedonista i ascètica")

- Resâle-e Muammeyât (رسال ﻤﻌﻤيات; "Tractat d'endevinalles")

- Sehhat o Ma'ruz (صحت و معروض; "Salut i malaltia")

### Obres enàrab
- Dīwān ("Poemes recopilats")

- Maṭla' ul-I'tiqādi (مطلع الاﻋﺘﻘﺎد; "El naixement de la fe")

## Llegat
Segons l'Enciclopèdia Iranica:

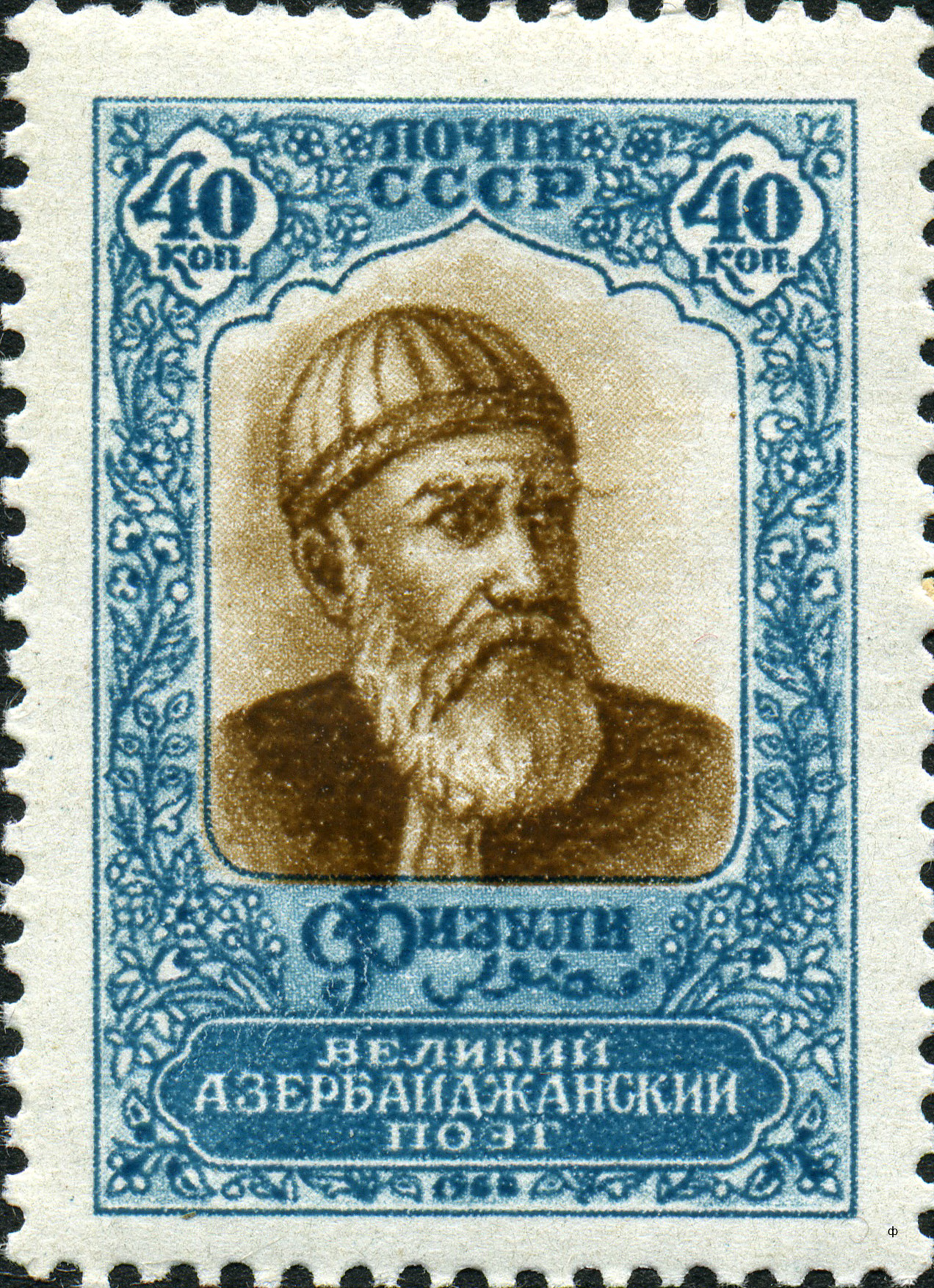
Fuzuli en un segell soviètic de 1958

| « | A Fuzuli se li atribueixen unes quinze obres en àrab, persa i turc, tant en vers com en prosa. Encara que el seu major significat és sens dubte com a poeta turc, també té importància per a la literatura persa gràcies a les seves obres originals en aquesta llengua (de fet, el persa era la llengua que preferia per a la seva poesia religiosa xiïta); les seves adaptacions turques o traduccions d'obres perses; i la inspiració que va derivar dels models perses per a les seves obres turques. ... El tret fonamental de la poesia de Fuzûlî és la inclusió. Uneix la poesia àzeri, el poble turco i els otomans (Rumi), a l'est i a l'oest; també uneix la divisió religiosa entre el xiisme i el sunnisme. Generacions de poetes otomans van admirar i van escriure respostes a la seva poesia; cap cànon contemporani el pot saltar. | » |

L'abril de 1959, en honor del 400è aniversari de la seva mort, el districte de Karyagin i la ciutat de Fuzuli van ser rebatejats com a Fuzuli. Un carrer i una plaça porten el seu nom al centre de Bakú, així com carrers de moltes altres ciutats de l'Azerbaidjan. Diverses institucions àzeris porten el seu nom, inclòs l'Institut de Manuscrits de Bakú.

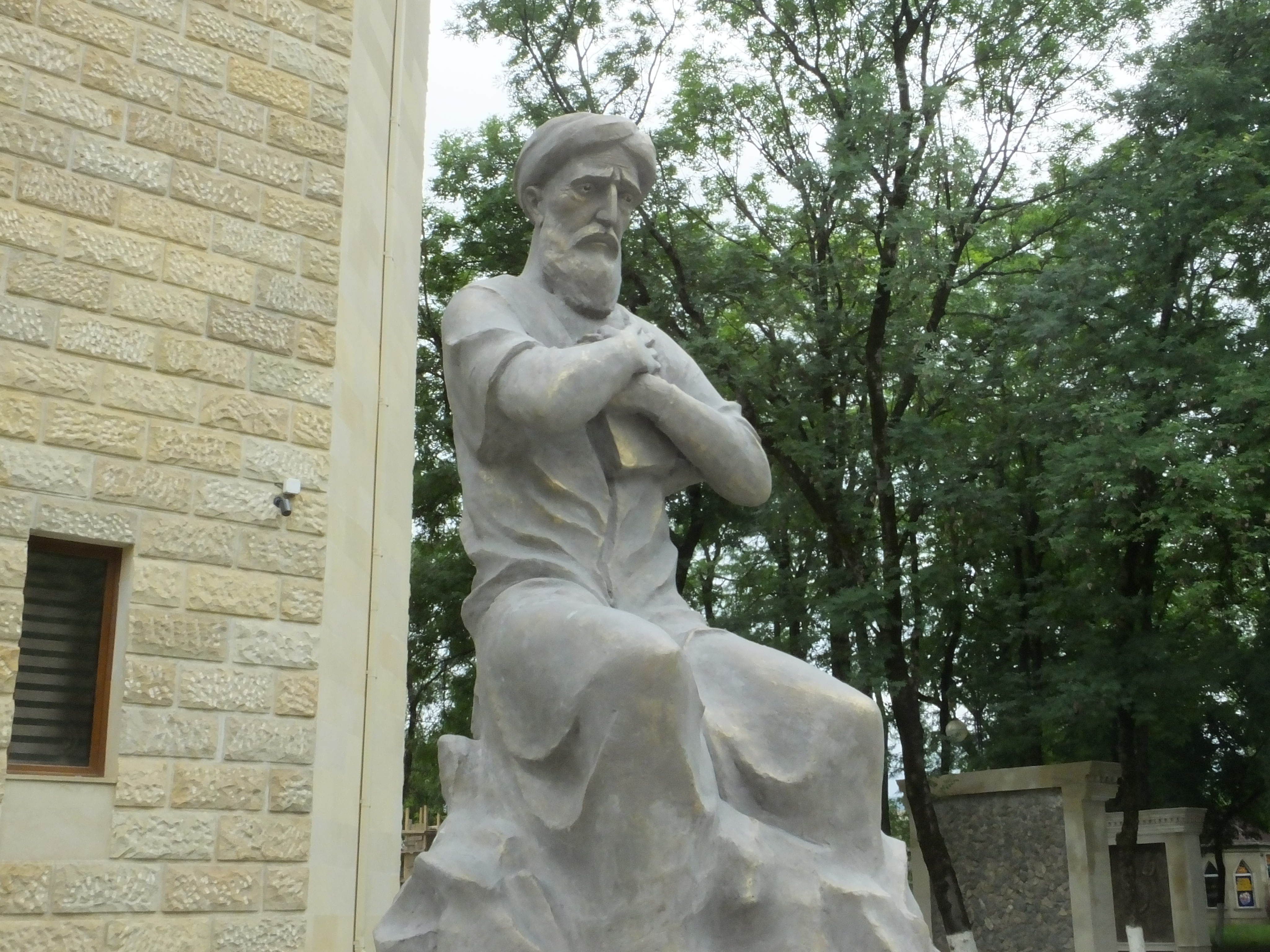
Estàtua de Fuzuli a Guba

L'any 1996, el Banc Central de l'Azerbaidjan va encunyar unes monedes commemoratives de 100 manats d'or i de plata de 50 manats dedicades al 500è aniversari de la vida i les activitats de Fuzûlî.